# 小田切光
小田切 光（おだぎり ひかる、1973年8月10日 - ）は、日本の実業家、馬主。かつては元チェッカーズの徳永善也らとロックバンド・Little Bachを結成していたほか、ソロアーティストとしても活動した。

## 経歴・人物
1973年8月10日、実業家の小田切有一の息子として生まれる。福岡市の東福岡高等学校卒業後上京、チェッカーズの徳永善也とともに「Little Bach」を結成し、ボーカルを務めた。1996年にバンドを脱退、1998年にはソロデビュー、シングルを2作発表した。
2009年には父の有一に続いて馬主となる。父が会長を務める九州馬主協会の常務理事にも就任している。また、いじめ対策や子ども食堂に関する取り組みを行う一般社団法人ハートリボン協会の理事にも名を連ねている。
趣味は競馬とゴルフ。

## 馬主活動と所有馬

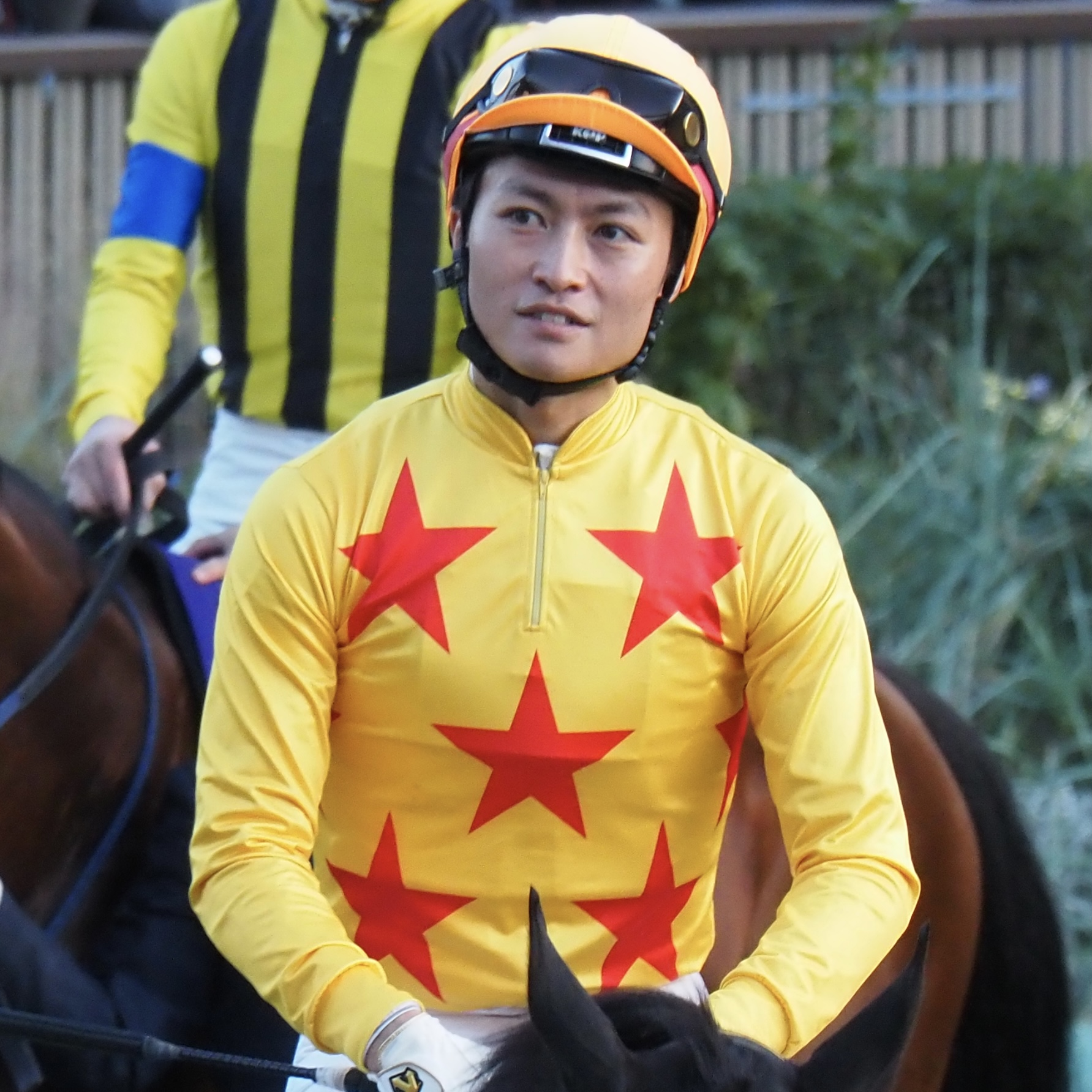
小田切の勝負服を着用した杉原誠人

日本中央競馬会（JRA）および地方競馬全国協会（NAR）に登録する馬主としても知られる。勝負服の柄は以前は桃、青玉霰、白袖青二本輪を、現在は黄、赤星散、黄袖を使用している。冠名は用いず、父親の有一と同じく特徴的な馬名を所有馬に与える、いわゆる「珍名馬」のオーナーであり、有一の「ファンがあっての競馬」の考え方に倣い、ファンが楽しめるような馬名を付けているという。なお、自身のTwitterで馬名の公募のほか、所有馬のグッズのプレゼント企画などを行っている。
馬主になったきっかけは、父の所有馬で騎手時代の音無秀孝が騎乗していたノアノハコブネが21番人気で優駿牝馬（オークス）を制し、その後調教師に転身した音無の下でオレハマッテルゼが高松宮記念を制し、音無に調教師としての初GIタイトルをプレゼントしたというドラマや人間関係に感動したこと。
「コパノ」の冠名で競走馬を所有する小林祥晃（Dr.コパ）と親交が深く、小田切は「東京のお父さん」と慕っている。また、アカイイトやヨカヨカを所有する岡浩二を「競馬の師匠」として尊敬しているという。

### 来歴
- 2009年 - 馬主資格取得[1]。
- 2010年 - 10月31日の2歳未勝利戦をトツゼンノハピネスが制し、初勝利。
- 2021年 - 東京新聞杯をカラテが制し、中央競馬の重賞初制覇。

### 主な所有馬
斜字は地方重賞。
- オマワリサン[注 1]（2014年韓国岳賞）
- カゼニタツライオン（2015年大分川賞）
- エッフェル（2016年如月賞、錦絵湾賞）
- カラテ（2021年東京新聞杯、2022年新潟記念、2023年新潟大賞典）[6]

## 作品
シングル
|     | 発売日        | タイトル | 規格  | 規格品番 | 収録曲                                                   |
| --- | ------------- | -------- | ----- | -------- | -------------------------------------------------------- |
| 1st | 1998年2月21日 | Violet   | 8cmCD | CWDA-6   | 1.Violet 2.1998・冬 3.Violet（Instrumental）             |
| 2nd | 1998年7月21日 | STANCE   | 8cmCD | CWDA-7   | 1.STANCE 2.恋を語るには遅すぎて 3.STANCE（Instrumental） |